# 센다이 미디어테크

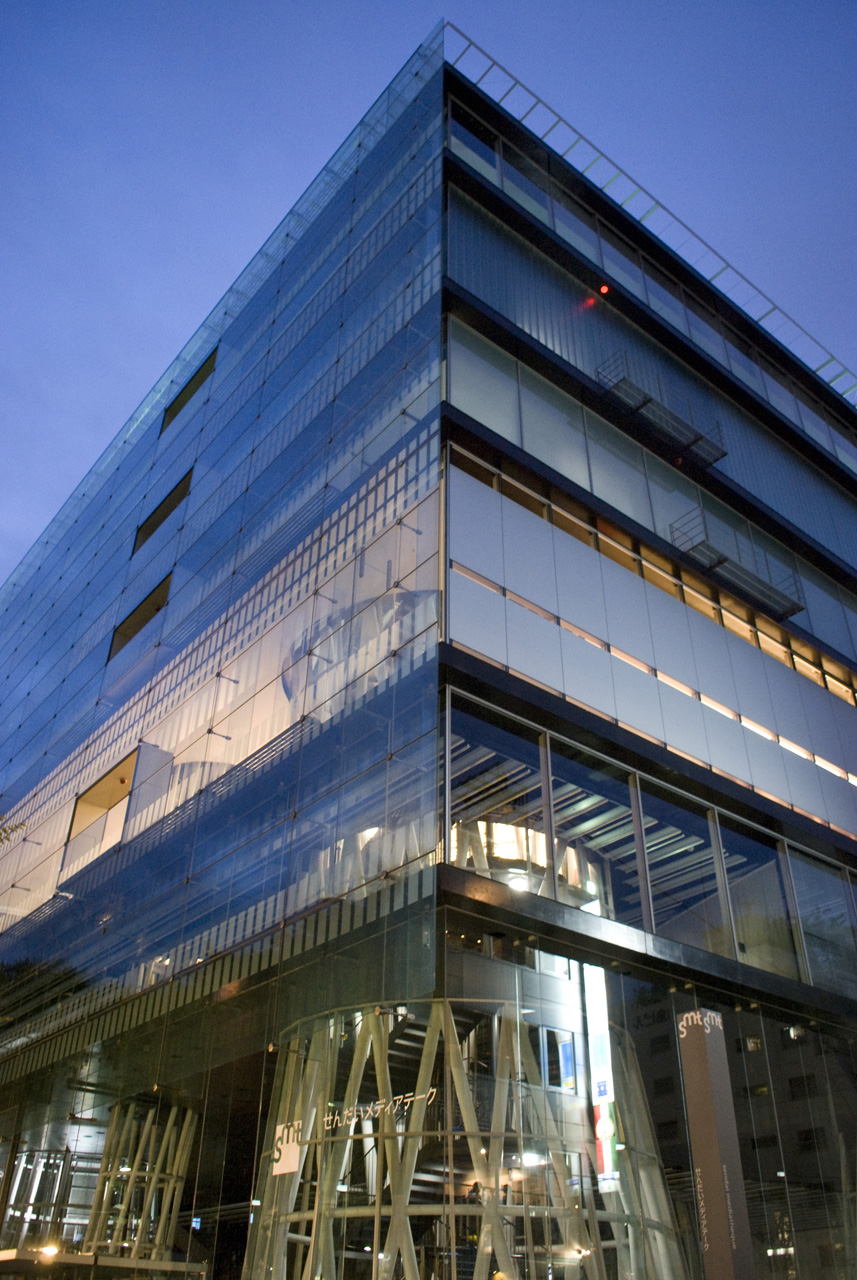
센다이 미디어테크

센다이 미디어테크(영어: Sendai Mediatheque, 일본어: せんだいメディアテーク 센다이메디아테쿠[*])는 일본 센다이시 도심부의 조젠지 거리에 있는 복합 문화 시설이다. 센다이 시 교육위원회가 관할하고 있다. 공식 약칭은 "smt"이지만, 시민들은 "메디아테쿠"라고 부르고 있다. 센다이 도서관 · 갤러리 · 이벤트 스페이스 미니 시어터 등으로 구성되어 있으며, 센다이의 문화 수용의 중심뿐 아니라, 아트 관련 중심이 되어있다. 건축가 이토 도요의 대표 작품이며, 특히 구조의 특수성이 주목 받고있다. 해외 관광객이 많은 것도 특징이다.